# Vilma Palma e Vampiros
Vilma Palma e Vampiros (o simplemente Vilma Palma) es una banda de rock argentina fundada el 20 de septiembre de 1990 en la ciudad de Rosario, Santa Fe por Mario "Pájaro" Gómez, Gerardo "Largo" Pugliani y Jorge Risso.

## Historia

### Origen
La banda Vilma Palma e Vampiros inició sus actividades presentándose en clubes nocturnos de la ciudad de Rosario.
Tomaron el nombre de un grafiti escrito por los empleados despedidos de una mueblería (ubicada en calle España 430, entre Tucumán y Urquiza, en Rosario) sobre las persianas metálicas de las ventanas contra la gerente de la empresa: “Vilma Palma e Hijos, Vampiros de los Obreros”. Con el paso de los años, ese Grafiti se fue borrando y quedó "Vilma Palma e Vampiros". Ese nombre lo utilizaba un amigo de ellos para presentar espectáculos en la ciudad de Rosario. Como la banda necesitaba un nombre, Jorge Risso se acordó de la historia y del nombre que utilizaba su amigo en las presentaciones. Entonces, decidieron llamarse así. Como dice Mario Gómez, entre risas, en todas las entrevistas, "Se lo robamos".

### 1991-1999: Éxito nacional e internacional
La compañía disquera Barca Records les ofreció un contrato Nacional, con el que pudieron publicar en 1991 su primer álbum titulado Vilma Palma e Vampiros (también llamado La Pachanga), cuyas ventas superaron el millón de copias vendidas, llegando a ser disco de oro, platino, y doble platino. La canción "La pachanga" se convirtió en un gran éxito para la época, tanto en Argentina como en varios países de Hispanoamérica, lo que los llevó a cruzar las fronteras y presentarse en algunos países de la región como Chile, Colombia, Perú, Paraguay y Uruguay donde son un éxito.
En 1993 grabaron su segundo álbum, 3980, cuyo título hacía referencia al número de la dirección donde ensayaban en Rosario. Este disco traspasó nuevamente las fronteras y ganó seguidores en México y Sudamérica destacándose las canciones "Travestis", "Te quiero tanto", "Mojada", "Auto rojo", "Verano traidor" y "Me vuelvo loco por vos".[cita requerida] La banda se hizo acreedora del Premio Arce en 1992 y el Premio Prensario, en 1992 y 1994.
Tras una gira, la banda regresó en 1994 a los estudios Big Audio (en Rosario) para grabar su tercera placa, Fondo profundo. A pesar de la presión de los medios y de la misma discográfica, Fondo profundo cosechó éxitos similares al de su antecesor. El mismo Fondo profundo —mezcla de flamenco y pop— logró instaurarse en los primeros lugares en listas de las radios latinoamericanas.[cita requerida] Lo mismo ocurrió con temas como "Todo lo que fue", "Voy a vos", "Fernet con coca" y "Cazafantasmas", pertenecientes al mismo disco.
Comenzando 1995 la banda terminó su ciclo con Barca Discos y firmó un contrato con la multinacional EMI. Viajaron a Estados Unidos para grabar y mezclar su cuarto disco, Sepia, blanco y negro. Este disco mezclaba sonidos del reggae, rock en español y pop. Sepia, blanco y negro no cosechó las ventas de los trabajos anteriores. Destacaron los sencillos "Mareo" y "Fiesta", este último dedicado a todos los fanes en Latinoamérica.
En 1996, a mitad de gira, la banda y los ingenieros de sonido de EMI se internaron en un estudio móvil para grabar Ángeles y demonios, su quinto disco. Debido a diferencias musicales, Gustavo Sacchetti abandonó los teclados de la banda y en su reemplazo ingresó Ricardo Vilaseca. Ángeles y demonios intentó retomar el camino roquero de los primeros discos de la banda, sin embargo, su poca difusión hizo que nuevamente pasara desapercibido. En la radio sonaron las canciones "Lorelé" y "Decime no". Con este disco terminó el contrato de Vilma Palma e Vampiros con la discográfica EMI.
Durante este año Barca Discos editó una selección de los grandes éxitos de la banda, así como un disco en vivo logrado en los conciertos del Teatro Ópera de Buenos Aires y un concierto en Arequipa, Perú, ambos en el año 1994 durante la gira de Fondo profundo.
Este disco en vivo fue lanzado en 1997.
Para 1998 Vilma Palma e Vampiros y Sony Music firmaron un contrato. El disco Hecatombe disco (sexto disco de estudio de la banda) combina la cumbia argentina, el sonido disco de los años setenta, el funk, el pop y la pachanga. La nueva propuesta alejaba la producción de lo hecho antes por la banda, pero el riesgo parecía motivado por las tendencias musicales. Se incorporó a la banda Pablo Ho Al en percusión y programación bajo licencia de Sony Music Argentina y la canción "Taxi" fue la elegida como primer sencillo. El disco logró ventas apenas discretas. Al final de ese año Carlos "Oveja" González dejó la batería y fue reemplazado por Ariel Hueso.

### 2000-2009: Consagración y éxitos
En el 2000, Vilma Palma regresó con Barca Discos, grabando su séptimo trabajo musical titulado 7.
En este disco no actuaría el baterista Ariel Hueso, quien fue reemplazado por Ezequiel Guillardy.
7 es un disco sentimental con sonido pop (en él se destacan los temas "Soy un loco" y "Son tus ojos"). También se editaron remixes de algunos de sus éxitos y grabaron nuevas versiones de Bye Bye, La Pachanga (con sonidos latinos), Auto rojo y Fondo profundo (para el disco Remix 2000 que se lanzó en 1999). Realizaron una gira por toda Hispanoamérica pero 7 no logró el éxito del pasado.
En mayo de 2001 se anunció la disolución de la banda. Diferencias musicales, criterio en cuanto a la dirección de la banda y la crisis económica que atravesaba Argentina, hicieron que Mario Gómez (cantante) y Gerardo Pugliani (Bajo) busquen nuevos horizontes en EE. UU., concretamente en Los Ángeles. Allí reclutaron una nueva banda con la dirección de Guillermo Pascual, con quienes grabaron un trabajo llamado Vuelve a comenzar en 2002 siendo el octavo disco producido por Guillermo Pascual y editado por Barca en Argentina y por Musart en EE. UU.
El tema Vuelve a comenzar entró fuerte en las radios hispanas y logró ingresar en listas. Recorrieron toda América con su gira llamada Latintour 2003 que se extendió más de dos años. Todas las canciones fueron compuestas por Mario Federico Gómez Madoery y Gerardo Rubén Pugliani.
Finalizando 2004 con el sello Epsa Music grabaron su noveno disco, Histeria, en el que regresaron varios integrantes originales como Carlos "Oveja" González (batería) y Karina Di Lorenzo (coros). Lanzaron una versión de Los Coquillos: "Borracho hasta el amanecer" e hicieron una gira por América.
En 2007 fueron convocados para el Buenos Aires Beer Festival, donde regresaron para tocar en vivo luego de 13 años. El éxito y la convocatoria de este espectáculo fueron muy grandes, a tal punto que los mismos miembros de la banda se vieron sorprendidos. El cálido recibimiento de los miles de seguidores que los vieron en el Beer Fest los impulsó a grabar un DVD en vivo donde presentaron todos sus éxitos y cuatro temas nuevos ("Quiero llegar", " Todo por un sueño", "Cada vez que me matás" y "No te ausentes de la ciudad") en el teatro The Roxy de Buenos Aires en el mes de mayo con la presencia de muchos fans, algunos de ellos llegados de Perú y Chile.
Se confirmó la edición del material del DVD, a través de EMI. El trabajo se editó en CD y DVD respectivamente y fue lanzado a finales de 2008. Hubo un retraso en la salida por el cambio a la discográfica BMV Producciones.

### 2010-2013:20-10yAgarrate fuerte
En 2010, editaron el disco 20-10, título que hacía referencia a los 20 años de la banda y al disco de estudio número 10 de la misma, y que además fue puesto en venta el 20 de octubre de 2010, es decir, un juego de números "20/10/2010". Tuvo muy buena aceptación por parte del público,[cita requerida] logrando nuevamente llegar a la masividad con el tema "Estar con vos" (Risso/Gómez) y como segundo corte "Cara de amor".
Luego de dos años, después del éxito de 20-10, lanzaron a la venta su undécimo disco titulado Agarrate Fuerte. Éste posee 15 canciones, incluyendo la que da nombre al disco, en las que se mezclaron diferentes ritmos como el bossa nova y el ska. Todas las canciones fueron compuestas por Mario Gómez y Jorge Risso.

### 2014-presente:Boomerang
Después de 6 años, la banda lanzó su duodécimo álbum de estudio titulado Boomerang, el que contiene ritmos muy variados que van desde la música pop hasta las clásicas baladas del grupo, pero apostó por un sonido renovado al incorporar ritmos del género urbano y entre otros. En el mismo se destaca "Carcamán", contiene 8 canciones que fueron compuestas por Mario Gómez y Jorge Risso.

## Discografía

### Discos de estudio
| Año  | Álbum                  |
| ---- | ---------------------- |
| 1991 | Vilma Palma e Vampiros |
| 1993 | 3980                   |
| 1994 | Fondo Profundo         |
| 1995 | Sepia, Blanco y Negro  |
| 1997 | Ángeles y Demonios     |
| 1998 | Hecatombe Disco        |
| 2000 | 7                      |
| 2002 | Vuelve a Comenzar      |
| 2005 | Histeria               |
| 2010 | 20-10                  |
| 2012 | Agarrate Fuerte        |
| 2018 | Boomerang              |

### Discos en vivo
| Año  | Álbum                                |
| ---- | ------------------------------------ |
| 1997 | En Vivo                              |
| 2008 | Vivo: Grandes Éxitos en Buenos Aires |

### EP - Maxi simples
| Año  | Álbum                                                   |
| ---- | ------------------------------------------------------- |
| 1991 | La pachanga (remix) / Bye bye (remix) (Maxi single 12") |
| 1993 | Me Vuelvo Loco Por Vos / Travestis (EP, 12", Maxi)      |
| 1994 | Verano traidor (EP, 12", Maxi)                          |